# Dontayvion Wicks
Dontayvion Jaquain Wicks (Baton Rouge, 16 giugno 2001) è un giocatore di football americano statunitense che milita nel ruolo di wide receiver per i Green Bay Packers della National Football League (NFL).

## Carriera

### Green Bay Packers
Al college Wicks giocò a football a Virginia, venendo inserito nella formazione ideale dell'Atlantic Coast Conference nel 2021. Fu scelto nel corso del quinto giro (159º assoluto) del Draft NFL 2023 dai Green Bay Packers. Debuttò come professionista nel primo turno contro i Chicago Bears, non ricevendo alcuno dei due passaggi lanciati nella sua direzione. La settimana successiva segnò il suo primo touchdown su passaggio da 32 yard di Jordan Love contro gli Atlanta Falcons. La sua prima stagione regolare si chiuse con 39 ricezioni per 581 yard e 4 marcature in 15 presenze, di cui 6 come titolare. Un altro touchdown lo segnò nella vittoria nel primo turno di playoff contro i Dallas Cowboys.